# Équipe d'étoiles de la Ligue nationale de hockey
Les équipes d'étoiles de la Ligue nationale de hockey – en anglais NHL All-Star Team – ont été choisies pour la première fois au terme de la saison 1930-1931 pour honorer les meilleurs joueurs de chaque position.
Les équipes sont choisis par les membres de l’association des journalistes. Avec treize sélections, Raymond Bourque est le joueur le plus sélectionné dans ces équipes.

## Première équipe d'étoiles
| Saison    | Gardien                               | Défenseurs                            | Défenseurs                            | Ailier gauche                         | Centre                                | Ailier droit                            |
| --------- | ------------------------------------- | ------------------------------------- | ------------------------------------- | ------------------------------------- | ------------------------------------- | --------------------------------------- |
| 1930-1931 | Charlie Gardiner                      | King Clancy                           | Eddie Shore                           | Aurèle Joliat                         | Howie Morenz                          | Bill Cook                               |
| 1931-1932 | Charlie Gardiner                      | Ching Johnson                         | Eddie Shore                           | Harvey Jackson                        | Howie Morenz                          | Bill Cook                               |
| 1932-1933 | John Ross Roach                       | Ching Johnson                         | Eddie Shore                           | Lawrence Northcott                    | François Boucher                      | Bill Cook                               |
| 1933-1934 | Charlie Gardiner                      | King Clancy                           | Lionel Conacher                       | Harvey Jackson                        | François Boucher                      | Charlie Conacher                        |
| 1934-1935 | Lorne Chabot                          | Eddie Shore                           | Babe Siebert                          | Harvey Jackson                        | François Boucher                      | Charlie Conacher                        |
| 1935-1936 | Tiny Thompson                         | Eddie Shore                           | Babe Siebert                          | David Schriner                        | Hooley Smith                          | Charlie Conacher                        |
| 1936-1937 | Norm Smith                            | Ebbie Goodfellow                      | Babe Siebert                          | Harvey Jackson                        | Marty Barry                           | Larry Aurie                             |
| 1937-1938 | Tiny Thompson                         | Eddie Shore                           | Babe Siebert                          | Paul Thompson                         | Bill Cowley                           | Cecil Dillon & Gordie Drillon (égalité) |
| 1938-1939 | Frank Brimsek                         | Dit Clapper                           | Eddie Shore                           | Toe Blake                             | Syl Apps                              | Gordie Drillon                          |
| 1939-1940 | Dave Kerr                             | Dit Clapper                           | Ebbie Goodfellow                      | Toe Blake                             | Milt Schmidt                          | Bryan Hextall                           |
| 1940-1941 | Turk Broda                            | Dit Clapper                           | Wally Stanowski                       | David Schriner                        | Bill Cowley                           | Bryan Hextall                           |
| 1941-1942 | Frank Brimsek                         | Tommy Anderson                        | Earl Seibert                          | Lynn Patrick                          | Syl Apps                              | Bryan Hextall                           |
| 1942-1943 | Johnny Mowers                         | Earl Seibert                          | Jack Stewart                          | Doug Bentley                          | Bill Cowley                           | Lorne Carr                              |
| 1943-1944 | Bill Durnan                           | Babe Pratt                            | Earl Seibert                          | Doug Bentley                          | Bill Cowley                           | Lorne Carr                              |
| 1944-1945 | Bill Durnan                           | Émile Bouchard                        | Flash Hollett                         | Toe Blake                             | Elmer Lach                            | Maurice Richard                         |
| 1945-1946 | Bill Durnan                           | Émile Bouchard                        | Jack Crawford                         | Gaye Stewart                          | Max Bentley                           | Maurice Richard                         |
| 1946-1947 | Bill Durnan                           | Émile Bouchard                        | Ken Reardon                           | Doug Bentley                          | Milt Schmidt                          | Maurice Richard                         |
| 1947-1948 | Turk Broda                            | Bill Quackenbush                      | Jack Stewart                          | Ted Lindsay                           | Elmer Lach                            | Maurice Richard                         |
| 1948-1949 | Bill Durnan                           | Bill Quackenbush                      | Jack Stewart                          | Roy Conacher                          | Sid Abel                              | Maurice Richard                         |
| 1949-1950 | Bill Durnan                           | Gus Mortson                           | Ken Reardon                           | Ted Lindsay                           | Sid Abel                              | Maurice Richard                         |
| 1950-1951 | Terry Sawchuk                         | Red Kelly                             | Bill Quackenbush                      | Ted Lindsay                           | Milt Schmidt                          | Gordie Howe                             |
| 1951-1952 | Terry Sawchuk                         | Doug Harvey                           | Red Kelly                             | Ted Lindsay                           | Elmer Lach                            | Gordie Howe                             |
| 1952-1953 | Terry Sawchuk                         | Doug Harvey                           | Red Kelly                             | Ted Lindsay                           | Fleming Mackell                       | Gordie Howe                             |
| 1953-1954 | Harry Lumley                          | Doug Harvey                           | Red Kelly                             | Ted Lindsay                           | Ken Mosdell                           | Gordie Howe                             |
| 1954-1955 | Harry Lumley                          | Doug Harvey                           | Red Kelly                             | Sid Smith                             | Jean Béliveau                         | Maurice Richard                         |
| 1955-1956 | Jacques Plante                        | Bill Gadsby                           | Doug Harvey                           | Ted Lindsay                           | Jean Béliveau                         | Maurice Richard                         |
| 1956-1957 | Glenn Hall                            | Doug Harvey                           | Red Kelly                             | Ted Lindsay                           | Jean Béliveau                         | Gordie Howe                             |
| 1957-1958 | Glenn Hall                            | Bill Gadsby                           | Doug Harvey                           | Dickie Moore                          | Henri Richard                         | Gordie Howe                             |
| 1958-1959 | Jacques Plante                        | Bill Gadsby                           | Tom Johnson                           | Dickie Moore                          | Jean Béliveau                         | Andy Bathgate                           |
| 1959-1960 | Glenn Hall                            | Doug Harvey                           | Marcel Pronovost                      | Bobby Hull                            | Jean Béliveau                         | Gordie Howe                             |
| 1960-1961 | Johnny Bower                          | Doug Harvey                           | Marcel Pronovost                      | Frank Mahovlich                       | Jean Béliveau                         | Bernard Geoffrion                       |
| 1961-1962 | Jacques Plante                        | Doug Harvey                           | Jean-Guy Talbot                       | Bobby Hull                            | Stan Mikita                           | Andy Bathgate                           |
| 1962-1963 | Glenn Hall                            | Carl Brewer                           | Pierre Pilote                         | Frank Mahovlich                       | Stan Mikita                           | Gordie Howe                             |
| 1963-1964 | Glenn Hall                            | Tim Horton                            | Pierre Pilote                         | Bobby Hull                            | Stan Mikita                           | Ken Wharram                             |
| 1964-1965 | Roger Crozier                         | Jacques Laperrière                    | Pierre Pilote                         | Bobby Hull                            | Norm Ullman                           | Claude Provost                          |
| 1965-1966 | Glenn Hall                            | Jacques Laperrière                    | Pierre Pilote                         | Bobby Hull                            | Stan Mikita                           | Gordie Howe                             |
| 1966-1967 | Eddie Giacomin                        | Harry Howell                          | Pierre Pilote                         | Bobby Hull                            | Stan Mikita                           | Ken Wharram                             |
| 1967-1968 | Lorne Worsley                         | Tim Horton                            | Bobby Orr                             | Bobby Hull                            | Stan Mikita                           | Gordie Howe                             |
| 1968-1969 | Glenn Hall                            | Tim Horton                            | Bobby Orr                             | Bobby Hull                            | Phil Esposito                         | Gordie Howe                             |
| 1969-1970 | Tony Esposito                         | Bobby Orr                             | Brad Park                             | Bobby Hull                            | Phil Esposito                         | Gordie Howe                             |
| 1970-1971 | Eddie Giacomin                        | Bobby Orr                             | Jean-Claude Tremblay                  | John Bucyk                            | Phil Esposito                         | Ken Hodge                               |
| 1971-1972 | Tony Esposito                         | Bobby Orr                             | Brad Park                             | Bobby Hull                            | Phil Esposito                         | Rodrigue Gilbert                        |
| 1972-1973 | Ken Dryden                            | Guy Lapointe                          | Bobby Orr                             | Frank Mahovlich                       | Phil Esposito                         | Mickey Redmond                          |
| 1973-1974 | Bernie Parent                         | Bobby Orr                             | Brad Park                             | Richard Martin                        | Phil Esposito                         | Ken Hodge                               |
| 1974-1975 | Bernie Parent                         | Bobby Orr                             | Denis Potvin                          | Richard Martin                        | Bobby Clarke                          | Guy Lafleur                             |
| 1975-1976 | Ken Dryden                            | Brad Park                             | Denis Potvin                          | Bill Barber                           | Bobby Clarke                          | Guy Lafleur                             |
| 1976-1977 | Ken Dryden                            | Larry Robinson                        | Börje Salming                         | Steve Shutt                           | Marcel Dionne                         | Guy Lafleur                             |
| 1977-1978 | Ken Dryden                            | Brad Park                             | Denis Potvin                          | Clark Gillies                         | Bryan Trottier                        | Guy Lafleur                             |
| 1978-1979 | Ken Dryden                            | Denis Potvin                          | Larry Robinson                        | Clark Gillies                         | Bryan Trottier                        | Guy Lafleur                             |
| 1979-1980 | Tony Esposito                         | Ray Bourque                           | Larry Robinson                        | Charlie Simmer                        | Marcel Dionne                         | Guy Lafleur                             |
| 1980-1981 | Mike Liut                             | Randy Carlyle                         | Denis Potvin                          | Charlie Simmer                        | Wayne Gretzky                         | Mike Bossy                              |
| 1981-1982 | Billy Smith                           | Ray Bourque                           | Doug Wilson                           | Mark Messier                          | Wayne Gretzky                         | Mike Bossy                              |
| 1982-1983 | Pete Peeters                          | Mark Howe                             | Rod Langway                           | Mark Messier                          | Wayne Gretzky                         | Mike Bossy                              |
| 1983-1984 | Tom Barrasso                          | Ray Bourque                           | Rod Langway                           | Michel Goulet                         | Wayne Gretzky                         | Mike Bossy                              |
| 1984-1985 | Pelle Lindbergh                       | Ray Bourque                           | Paul Coffey                           | John Ogrodnick                        | Wayne Gretzky                         | Jari Kurri                              |
| 1985-1986 | John Vanbiesbrouck                    | Paul Coffey                           | Mark Howe                             | Michel Goulet                         | Wayne Gretzky                         | Mike Bossy                              |
| 1986-1987 | Ron Hextall                           | Ray Bourque                           | Mark Howe                             | Michel Goulet                         | Wayne Gretzky                         | Jari Kurri                              |
| 1987-1988 | Grant Fuhr                            | Ray Bourque                           | Scott Stevens                         | Luc Robitaille                        | Mario Lemieux                         | Håkan Loob                              |
| 1988-1989 | Patrick Roy                           | Chris Chelios                         | Paul Coffey                           | Luc Robitaille                        | Mario Lemieux                         | Joe Mullen                              |
| 1989-1990 | Patrick Roy                           | Ray Bourque                           | Al MacInnis                           | Luc Robitaille                        | Mark Messier                          | Brett Hull                              |
| 1990-1991 | Ed Belfour                            | Ray Bourque                           | Al MacInnis                           | Luc Robitaille                        | Wayne Gretzky                         | Brett Hull                              |
| 1991-1992 | Patrick Roy                           | Ray Bourque                           | Brian Leetch                          | Kevin Stevens                         | Mark Messier                          | Brett Hull                              |
| 1992-1993 | Ed Belfour                            | Ray Bourque                           | Chris Chelios                         | Luc Robitaille                        | Mario Lemieux                         | Teemu Selänne                           |
| 1993-1994 | Dominik Hašek                         | Ray Bourque                           | Scott Stevens                         | Brendan Shanahan                      | Sergueï Fiodorov                      | Pavel Boure                             |
| 1994-1995 | Dominik Hašek                         | Chris Chelios                         | Paul Coffey                           | John LeClair                          | Eric Lindros                          | Jaromír Jágr                            |
| 1995-1996 | Jim Carey                             | Ray Bourque                           | Chris Chelios                         | Paul Kariya                           | Mario Lemieux                         | Jaromír Jágr                            |
| 1996-1997 | Dominik Hašek                         | Brian Leetch                          | Sandis Ozoliņš                        | Paul Kariya                           | Mario Lemieux                         | Teemu Selänne                           |
| 1997-1998 | Dominik Hašek                         | Rob Blake                             | Nicklas Lidström                      | John LeClair                          | Peter Forsberg                        | Jaromír Jágr                            |
| 1998-1999 | Dominik Hašek                         | Nicklas Lidström                      | Al MacInnis                           | Paul Kariya                           | Peter Forsberg                        | Jaromír Jágr                            |
| 1999-2000 | Olaf Kölzig                           | Nicklas Lidström                      | Chris Pronger                         | Brendan Shanahan                      | Steve Yzerman                         | Jaromír Jágr                            |
| 2000-2001 | Dominik Hašek                         | Ray Bourque                           | Nicklas Lidström                      | Patrik Eliáš                          | Joe Sakic                             | Jaromír Jágr                            |
| 2001-2002 | Patrick Roy                           | Chris Chelios                         | Nicklas Lidström                      | Markus Näslund                        | Joe Sakic                             | Jarome Iginla                           |
| 2002-2003 | Martin Brodeur                        | Nicklas Lidström                      | Al MacInnis                           | Markus Näslund                        | Peter Forsberg                        | Todd Bertuzzi                           |
| 2003-2004 | Martin Brodeur                        | Zdeno Chára                           | Scott Niedermayer                     | Markus Näslund                        | Joe Sakic                             | Martin St-Louis                         |
| 2004-2005 | Saison annulée en raison d'un lockout | Saison annulée en raison d'un lockout | Saison annulée en raison d'un lockout | Saison annulée en raison d'un lockout | Saison annulée en raison d'un lockout | Saison annulée en raison d'un lockout   |
| 2005-2006 | Miikka Kiprusoff                      | Nicklas Lidström                      | Scott Niedermayer                     | Aleksandr Ovetchkine                  | Joe Thornton                          | Jaromír Jágr                            |
| 2006-2007 | Martin Brodeur                        | Nicklas Lidström                      | Scott Niedermayer                     | Aleksandr Ovetchkine                  | Sidney Crosby                         | Dany Heatley                            |
| 2007-2008 | Ievgueni Nabokov                      | Nicklas Lidström                      | Dion Phaneuf                          | Aleksandr Ovetchkine                  | Ievgueni Malkine                      | Jarome Iginla                           |
| 2008-2009 | Tim Thomas                            | Zdeno Chára                           | Mike Green                            | Aleksandr Ovetchkine                  | Ievgueni Malkine                      | Jarome Iginla                           |
| 2009-2010 | Ryan Miller                           | Mike Green                            | Duncan Keith                          | Aleksandr Ovetchkine                  | Henrik Sedin                          | Patrick Kane                            |
| 2010-2011 | Tim Thomas                            | Nicklas Lidström                      | Shea Weber                            | Daniel Sedin                          | Henrik Sedin                          | Corey Perry                             |
| 2011-2012 | Henrik Lundqvist                      | Erik Karlsson                         | Shea Weber                            | Ilia Kovaltchouk                      | Ievgueni Malkine                      | James Neal                              |
| 2012-2013 | Sergueï Bobrovski                     | P.K. Subban                           | Ryan Suter                            | Chris Kunitz                          | Sidney Crosby                         | Aleksandr Ovetchkine                    |
| 2013-2014 | Tuukka Rask                           | Duncan Keith                          | Zdeno Chára                           | Jamie Benn                            | Sidney Crosby                         | Corey Perry                             |
| 2014-2015 | Carey Price                           | Erik Karlsson                         | P.K. Subban                           | Aleksandr Ovetchkine                  | John Tavares                          | Jakub Voráček                           |
| 2015-2016 | Braden Holtby                         | Drew Doughty                          | Erik Karlsson                         | Jamie Benn                            | Sidney Crosby                         | Patrick Kane                            |
| 2016-2017 | Sergueï Bobrovski                     | Brent Burns                           | Erik Karlsson                         | Bradley Marchand                      | Connor McDavid                        | Patrick Kane                            |
| 2017-2018 | Pekka Rinne                           | Victor Hedman                         | Drew Doughty                          | Taylor Hall                           | Connor McDavid                        | Nikita Koutcherov                       |
| 2018-2019 | Andreï Vassilevski                    | Brent Burns                           | Mark Giordano                         | Aleksandr Ovetchkine                  | Connor McDavid                        | Nikita Koutcherov                       |
| 2019-2020 | Connor Hellebuyck                     | Roman Josi                            | John Carlson                          | Artemi Panarine                       | Leon Draisaitl                        | David Pastrňák                          |
| 2020-2021 | Andreï Vassilevski                    | Adam Fox                              | Cale Makar                            | Bradley Marchand                      | Connor McDavid                        | Mitchell Marner                         |
| 2021-2022 | Igor Chestiorkine                     | Roman Josi                            | Cale Makar                            | Johnny Gaudreau                       | Auston Matthews                       | Mitchell Marner                         |
| 2022-2023 | Linus Ullmark                         | Erik Karlsson                         | Adam Fox                              | Jason Robertson                       | Connor McDavid                        | David Pastrňák                          |
| 2023-2024 | Connor Hellebuyck                     | Quinn Hughes                          | Roman Josi                            | Artemi Panarin                        | Nathan MacKinnon                      | Nikita Koutcherov                       |

## Deuxième équipe d'étoiles
| Saison    | Gardien                               | Défenseurs                            | Défenseurs                            | Ailier gauche                         | Centre                                | Ailier droit                            |
| --------- | ------------------------------------- | ------------------------------------- | ------------------------------------- | ------------------------------------- | ------------------------------------- | --------------------------------------- |
| 1930-1931 | Tiny Thompson                         | Ching Johnson                         | Sylvio Mantha                         | Bun Cook                              | François Boucher                      | Dit Clapper                             |
| 1931-1932 | Roy Worters                           | King Clancy                           | Sylvio Mantha                         | Aurèle Joliat                         | Hooley Smith                          | Charlie Conacher                        |
| 1932-1933 | Charlie Gardiner                      | Lionel Conacher                       | King Clancy                           | Harvey Jackson                        | Howie Morenz                          | Charlie Conacher                        |
| 1933-1934 | Roy Worters                           | Ching Johnson                         | Eddie Shore                           | Aurèle Joliat                         | Joe Primeau                           | Bill Cook                               |
| 1934-1935 | Tiny Thompson                         | Art Coulter                           | Cy Wentworth                          | Aurèle Joliat                         | Cooney Weiland                        | Dit Clapper                             |
| 1935-1936 | Wilf Cude                             | Ebenezer Goodfellow                   | Earl Seibert                          | Paul Thompson                         | Bill Thoms                            | Cecil Dillon                            |
| 1936-1937 | Wilf Cude                             | Lionel Conacher                       | Earl Seibert                          | David Schriner                        | Art Chapman                           | Cecil Dillon                            |
| 1937-1938 | Dave Kerr                             | Art Coulter                           | Earl Seibert                          | Toe Blake                             | Syl Apps                              | Cecil Dillon & Gordie Drillon (égalité) |
| 1938-1939 | Earl Robertson                        | Art Coulter                           | Earl Seibert                          | Johnny Gottselig                      | Neil Colville                         | Bobby Bauer                             |
| 1939-1940 | Frank Brimsek                         | Art Coulter                           | Earl Seibert                          | Woodrow Dumart                        | Neil Colville                         | Bobby Bauer                             |
| 1940-1941 | Frank Brimsek                         | Ott Heller                            | Earl Seibert                          | Woodrow Dumart                        | Syl Apps                              | Bobby Bauer                             |
| 1941-1942 | Turk Broda                            | Pat Egan                              | Wilfred McDonald                      | Sid Abel                              | Phil Watson                           | Gordie Drillon                          |
| 1942-1943 | Frank Brimsek                         | Jack Crawford                         | Flash Hollett                         | Lynn Patrick                          | Syl Apps                              | Bryan Hextall                           |
| 1943-1944 | Paul Bibeault                         | Émile Bouchard                        | Dit Clapper                           | Herb Cain                             | Elmer Lach                            | Maurice Richard                         |
| 1944-1945 | Mike Karakas                          | Glen Harmon                           | Babe Pratt                            | Syd Howe                              | Bill Cowley                           | Bill Mosienko                           |
| 1945-1946 | Frank Brimsek                         | Ken Reardon                           | Jack Stewart                          | Toe Blake                             | Elmer Lach                            | Bill Mosienko                           |
| 1946-1947 | Frank Brimsek                         | Bill Quackenbush                      | Jack Stewart                          | Woodrow Dumart                        | Max Bentley                           | Bobby Bauer                             |
| 1947-1948 | Frank Brimsek                         | Neil Colville                         | Ken Reardon                           | Gaye Stewart                          | Herbert O'Connor                      | Bud Poile                               |
| 1948-1949 | Chuck Rayner                          | Glen Harmon                           | Ken Reardon                           | Ted Lindsay                           | Doug Bentley                          | Gordie Howe                             |
| 1949-1950 | Chuck Rayner                          | Red Kelly                             | Leo Reise                             | Tony Leswick                          | Ted Kennedy                           | Gordie Howe                             |
| 1950-1951 | Chuck Rayner                          | Jim Thomson                           | Leo Reise                             | Sid Smith                             | Sid Abel & Ted Kennedy (égalité)      | Maurice Richard                         |
| 1951-1952 | Jim Henry                             | Hy Buller                             | Jim Thomson                           | Sid Smith                             | Milt Schmidt                          | Maurice Richard                         |
| 1952-1953 | Gerry McNeil                          | Bill Gadsby                           | Bill Quackenbush                      | Bert Olmstead                         | Alex Delvecchio                       | Maurice Richard                         |
| 1953-1954 | Terry Sawchuk                         | Bill Gadsby                           | Tim Horton                            | Ed Sandford                           | Ted Kennedy                           | Maurice Richard                         |
| 1954-1955 | Terry Sawchuk                         | Fern Flaman                           | Bob Goldham                           | Danny Lewicki                         | Ken Mosdell                           | Bernard Geoffrion                       |
| 1955-1956 | Glenn Hall                            | Tom Johnson                           | Red Kelly                             | Bert Olmstead                         | Tod Sloan                             | Gordie Howe                             |
| 1956-1957 | Jacques Plante                        | Fern Flaman                           | Bill Gadsby                           | Réal Chevrefils                       | Ed Litzenberger                       | Maurice Richard                         |
| 1957-1958 | Jacques Plante                        | Fern Flaman                           | Marcel Pronovost                      | Camille Henry                         | Jean Béliveau                         | Andy Bathgate                           |
| 1958-1959 | Terry Sawchuk                         | Doug Harvey                           | Marcel Pronovost                      | Alex Delvecchio                       | Henri Richard                         | Gordie Howe                             |
| 1959-1960 | Jacques Plante                        | Pierre Pilote                         | Allan Stanley                         | Dean Prentice                         | Bronco Horvath                        | Bernard Geoffrion                       |
| 1960-1961 | Glenn Hall                            | Pierre Pilote                         | Allan Stanley                         | Dickie Moore                          | Henri Richard                         | Gordie Howe                             |
| 1961-1962 | Glenn Hall                            | Carl Brewer                           | Pierre Pilote                         | Frank Mahovlich                       | Dave Keon                             | Gordie Howe                             |
| 1962-1963 | Terry Sawchuk                         | Tim Horton                            | Elmer Vasko                           | Bobby Hull                            | Henri Richard                         | Andy Bathgate                           |
| 1963-1964 | Charlie Hodge                         | Jacques Laperrière                    | Elmer Vasko                           | Frank Mahovlich                       | Jean Béliveau                         | Gordie Howe                             |
| 1964-1965 | Charlie Hodge                         | Carl Brewer                           | Bill Gadsby                           | Frank Mahovlich                       | Stan Mikita                           | Gordie Howe                             |
| 1965-1966 | Lorne Worsley                         | Allan Stanley                         | Pat Stapleton                         | Frank Mahovlich                       | Jean Béliveau                         | Robert Rousseau                         |
| 1966-1967 | Glenn Hall                            | Tim Horton                            | Bobby Orr                             | Don Marshall                          | Norm Ullman                           | Gordie Howe                             |
| 1967-1968 | Eddie Giacomin                        | Jim Neilson                           | Jean-Claude Tremblay                  | John Bucyk                            | Phil Esposito                         | Rodrigue Gilbert                        |
| 1968-1969 | Eddie Giacomin                        | Ted Green                             | Ted Harris                            | Frank Mahovlich                       | Jean Béliveau                         | Yvan Cournoyer                          |
| 1969-1970 | Eddie Giacomin                        | Carl Brewer                           | Jacques Laperrière                    | Frank Mahovlich                       | Stan Mikita                           | John McKenzie                           |
| 1970-1971 | Jacques Plante                        | Brad Park                             | Pat Stapleton                         | Bobby Hull                            | Dave Keon                             | Yvan Cournoyer                          |
| 1971-1972 | Ken Dryden                            | Pat Stapleton                         | Bill White                            | Vic Hadfield                          | Jean Ratelle                          | Yvan Cournoyer                          |
| 1972-1973 | Tony Esposito                         | Brad Park                             | Bill White                            | Dennis Hull                           | Bobby Clarke                          | Yvan Cournoyer                          |
| 1973-1974 | Tony Esposito                         | Barry Ashbee                          | Bill White                            | Wayne Cashman                         | Bobby Clarke                          | Mickey Redmond                          |
| 1974-1975 | Rogatien Vachon                       | Guy Lapointe                          | Börje Salming                         | Steve Vickers                         | Phil Esposito                         | René Robert                             |
| 1975-1976 | Glenn Resch                           | Guy Lapointe                          | Börje Salming                         | Richard Martin                        | Gilbert Perreault                     | Reggie Leach                            |
| 1976-1977 | Rogatien Vachon                       | Guy Lapointe                          | Denis Potvin                          | Richard Martin                        | Gilbert Perreault                     | Lanny McDonald                          |
| 1977-1978 | Don Edwards                           | Larry Robinson                        | Börje Salming                         | Steve Shutt                           | Darryl Sittler                        | Mike Bossy                              |
| 1978-1979 | Glenn Resch                           | Börje Salming                         | Serge Savard                          | Bill Barber                           | Marcel Dionne                         | Mike Bossy                              |
| 1979-1980 | Don Edwards                           | Börje Salming                         | Jim Schoenfeld                        | Steve Shutt                           | Wayne Gretzky                         | Danny Gare                              |
| 1980-1981 | Mario Lessard                         | Raymond Bourque                       | Larry Robinson                        | Bill Barber                           | Marcel Dionne                         | Dave Taylor                             |
| 1981-1982 | Grant Fuhr                            | Paul Coffey                           | Brian Engblom                         | John Tonelli                          | Bryan Trottier                        | Rick Middleton                          |
| 1982-1983 | Roland Melanson                       | Raymond Bourque                       | Paul Coffey                           | Michel Goulet                         | Denis Savard                          | Lanny McDonald                          |
| 1983-1984 | Pat Riggin                            | Paul Coffey                           | Denis Potvin                          | Mark Messier                          | Bryan Trottier                        | Jari Kurri                              |
| 1984-1985 | Tom Barrasso                          | Rod Langway                           | Doug Wilson                           | John Tonelli                          | Dale Hawerchuk                        | Mike Bossy                              |
| 1985-1986 | Bob Froese                            | Raymond Bourque                       | Larry Robinson                        | Mats Näslund                          | Mario Lemieux                         | Jari Kurri                              |
| 1986-1987 | Mike Liut                             | Al MacInnis                           | Larry Murphy                          | Luc Robitaille                        | Mario Lemieux                         | Tim Kerr                                |
| 1987-1988 | Patrick Roy                           | Brad McCrimmon                        | Gary Suter                            | Michel Goulet                         | Wayne Gretzky                         | Cam Neely                               |
| 1988-1989 | Mike Vernon                           | Raymond Bourque                       | Al MacInnis                           | Gerard Gallant                        | Wayne Gretzky                         | Jari Kurri                              |
| 1989-1990 | Daren Puppa                           | Paul Coffey                           | Doug Wilson                           | Brian Bellows                         | Wayne Gretzky                         | Cam Neely                               |
| 1990-1991 | Patrick Roy                           | Chris Chelios                         | Brian Leetch                          | Kevin Stevens                         | Adam Oates                            | Cam Neely                               |
| 1991-1992 | Kirk McLean                           | Phil Housley                          | Scott Stevens                         | Luc Robitaille                        | Mario Lemieux                         | Mark Recchi                             |
| 1992-1993 | Tom Barrasso                          | Al Iafrate                            | Larry Murphy                          | Kevin Stevens                         | Pat LaFontaine                        | Aleksandr Mogilny                       |
| 1993-1994 | John Vanbiesbrouck                    | Brian Leetch                          | Al MacInnis                           | Adam Graves                           | Wayne Gretzky                         | Cam Neely                               |
| 1994-1995 | Ed Belfour                            | Raymond Bourque                       | Larry Murphy                          | Keith Tkachuk                         | Alekseï Jamnov                        | Theoren Fleury                          |
| 1995-1996 | Chris Osgood                          | Vladimir Konstantinov                 | Brian Leetch                          | John LeClair                          | Eric Lindros                          | Aleksandr Mogilny                       |
| 1996-1997 | Martin Brodeur                        | Chris Chelios                         | Scott Stevens                         | John LeClair                          | Wayne Gretzky                         | Jaromír Jágr                            |
| 1997-1998 | Martin Brodeur                        | Scott Niedermayer                     | Chris Pronger                         | Keith Tkachuk                         | Wayne Gretzky                         | Teemu Selänne                           |
| 1998-1999 | Byron Dafoe                           | Rau Bourque                           | Éric Desjardins                       | John LeClair                          | Alekseï Iachine                       | Teemu Selänne                           |
| 1999-2000 | Roman Turek                           | Rob Blake                             | Éric Desjardins                       | Paul Kariya                           | Mike Modano                           | Pavel Boure                             |
| 2000-2001 | Roman Čechmánek                       | Rob Blake                             | Scott Stevens                         | Luc Robitaille                        | Mario Lemieux                         | Pavel Boure                             |
| 2001-2002 | José Théodore                         | Rob Blake                             | Sergueï Gontchar                      | Brendan Shanahan                      | Mats Sundin                           | Bill Guerin                             |
| 2002-2003 | Marty Turco                           | Sergueï Gontchar                      | Derian Hatcher                        | Paul Kariya                           | Joe Thornton                          | Milan Hejduk                            |
| 2003-2004 | Roberto Luongo                        | Bryan McCabe                          | Chris Pronger                         | Ilia Kovaltchouk                      | Mats Sundin                           | Jarome Iginla                           |
| 2004-2005 | Saison annulée en raison d'un lockout | Saison annulée en raison d'un lockout | Saison annulée en raison d'un lockout | Saison annulée en raison d'un lockout | Saison annulée en raison d'un lockout | Saison annulée en raison d'un lockout   |
| 2005-2006 | Martin Brodeur                        | Zdeno Chára                           | Sergueï Zoubov                        | Dany Heatley                          | Eric Staal                            | Daniel Alfredsson                       |
| 2006-2007 | Roberto Luongo                        | Dan Boyle                             | Chris Pronger                         | Thomas Vanek                          | Vincent Lecavalier                    | Martin St-Louis                         |
| 2007-2008 | Martin Brodeur                        | Brian Campbell                        | Zdeno Chára                           | Henrik Zetterberg                     | Joe Thornton                          | Alekseï Kovaliov                        |
| 2008-2009 | Steve Mason                           | Nicklas Lidström                      | Dan Boyle                             | Zach Parisé                           | Pavel Datsiouk                        | Marián Hossa                            |
| 2009-2010 | Ilia Bryzgalov                        | Drew Doughty                          | Nicklas Lidström                      | Daniel Sedin                          | Sidney Crosby                         | Martin St-Louis                         |
| 2010-2011 | Pekka Rinne                           | Zdeno Chára                           | Ľubomír Višňovský                     | Aleksandr Ovetchkine                  | Steven Stamkos                        | Martin St-Louis                         |
| 2011-2012 | Jonathan Quick                        | Zdeno Chára                           | Alex Pietrangelo                      | Ray Whitney                           | Steven Stamkos                        | Marián Gáborík                          |
| 2012-2013 | Henrik Lundqvist                      | Kristopher Letang                     | François Beauchemin                   | Aleksandr Ovetchkine                  | Jonathan Toews                        | Martin St-Louis                         |
| 2013-2014 | Semion Varlamov                       | Shea Weber                            | Alex Pietrangelo                      | Joe Pavelski                          | Ryan Getzlaf                          | Aleksandr Ovetchkine                    |
| 2014-2015 | Devan Dubnyk                          | Drew Doughty                          | Shea Weber                            | Jamie Benn                            | Sidney Crosby                         | Vladimir Tarassenko                     |
| 2015-2016 | Benjamin Bishop                       | Brent Burns                           | Kristopher Letang                     | Aleksandr Ovetchkine                  | Joe Thornton                          | Vladimir Tarassenko                     |
| 2016-2017 | Braden Holtby                         | Victor Hedman                         | Duncan Keith                          | Artemi Panarine                       | Sidney Crosby                         | Nikita Koutcherov                       |
| 2017-2018 | Connor Hellebuyck                     | P.K. Subban                           | Seth Jones                            | Claude Giroux                         | Nathan MacKinnon                      | Blake Wheeler                           |
| 2018-2019 | Benjamin Bishop                       | John Carlson                          | Victor Hedman                         | Bradley Marchand                      | Sidney Crosby                         | Patrick Kane                            |
| 2019-2020 | Tuukka Rask                           | Victor Hedman                         | Alexander Pietrangelo                 | Bradley Marchand                      | Nathan MacKinnon                      | Nikita Koutcherov                       |
| 2020-2021 | Marc-André Fleury                     | Victor Hedman                         | Douglas Hamilton                      | Jonathan Huberdeau                    | Auston Matthews                       | Mikko Rantanen                          |
| 2021-2022 | Jacob Markström                       | Victor Hedman                         | Charlie McAvoy                        | Jonathan Huberdeau                    | Connor McDavid                        | Matthew Tkachuk                         |
| 2022-2023 | Ilia Sorokine                         | Cale Makar                            | Hampus Lindholm                       | Artemi Panarine                       | Leon Draisaitl                        | Matthew Tkachuk                         |
| 2023-2024 | Thatcher Demko                        | Cale Makar                            | Adam Fox                              | Filip Forsberg                        | Connor McDavid                        | David Pastrňák                          |

## Équipe d'étoiles des recrues
L'équipe d'étoiles des recrues est mise en place pour la première fois au terme de la saison 1982-1983. Comme pour les 1re et 2e équipe d'étoiles, elle est représentée par une sélection des membres de l’association des journalistes.
Pour prétendre à faire partie de cette équipe, la recrue doit être éligible pour l'obtention du trophée Calder.
- Gagnant du trophée Calder en gras

| Saison    | Gardien                               | Défenseurs                            | Défenseurs                            | Attaquants                            | Attaquants                            | Attaquants                            |
| --------- | ------------------------------------- | ------------------------------------- | ------------------------------------- | ------------------------------------- | ------------------------------------- | ------------------------------------- |
| 1982-1983 | Pelle Lindbergh                       | Phil Housley                          | Scott Stevens                         | Daniel Daoust                         | Steve Larmer                          | Mats Näslund                          |
| 1983-1984 | Tom Barrasso                          | Thomas Eriksson                       | Jamie Macoun                          | Hakan Loob                            | Sylvain Turgeon                       | Steve Yzerman                         |
| 1984-1985 | Steve Penney                          | Bruce Bell                            | Chris Chelios                         | Mario Lemieux                         | Tomas Sandström                       | Warren Young                          |
| 1985-1986 | Patrick Roy                           | Dana Murzyn                           | Gary Suter                            | Wendel Clark                          | Kjell Dahlin                          | Mike Ridley                           |
| 1986-1987 | Ron Hextall                           | Brian Benning                         | Steve Duchesne                        | Jimmy Carson                          | Luc Robitaille                        | Jim Sandlak                           |
| 1987-1988 | Darren Pang                           | Calle Johansson                       | Glen Wesley                           | Iain Duncan                           | Joe Nieuwendyk                        | Ray Sheppard                          |
| 1988-1989 | Peter Sidorkiewicz                    | Brian Leetch                          | Zarley Zalapski                       | Tony Granato                          | Trevor Linden                         | David Volek                           |
| 1989-1990 | Bob Essensa                           | Brad Shaw                             | Geoff Smith                           | Rod Brind'Amour                       | Sergeï Makarov                        | Mike Modano                           |
| 1990-1991 | Ed Belfour                            | Rob Blake                             | Eric Weinrich                         | Sergei Fedorov                        | Ken Hodge, Jr.                        | Jaromír Jágr                          |
| 1991-1992 | Dominik Hašek                         | Nicklas Lidström                      | Vladimir Konstantinov                 | Tony Amonte                           | Gilbert Dionne                        | Kevin Todd                            |
| 1992-1993 | Félix Potvin                          | Vladimir Malakhov                     | Scott Niedermayer                     | Joé Juneau                            | Eric Lindros                          | Teemu Selänne                         |
| 1993-1994 | Martin Brodeur                        | Boris Mironov                         | Chris Pronger                         | Jason Arnott                          | Oleg Petrov                           | Mikael Renberg                        |
| 1994-1995 | Jim Carey                             | Kenny Jönsson                         | Chris Therien                         | Paul Kariya                           | Peter Forsberg                        | Jeff Friesen                          |
| 1995-1996 | Corey Hirsch                          | Ed Jovanovski                         | Kyle McLaren                          | Daniel Alfredsson                     | Éric Dazé                             | Petr Sýkora                           |
| 1996-1997 | Patrick Lalime                        | Bryan Berard                          | Janne Niinimaa                        | Sergei Berezin                        | Jim Campbell                          | Jarome Iginla                         |
| 1997-1998 | Jamie Storr                           | Derek Morris                          | Mattias Öhlund                        | Patrik Eliáš                          | Mike Johnson                          | Sergeï Samsonov                       |
| 1998-1999 | Jamie Storr                           | Tom Poti                              | Sami Salo                             | Chris Drury                           | Milan Hejduk                          | Marián Hossa                          |
| 1999-2000 | Brian Boucher                         | Brian Rafalski                        | Brad Stuart                           | Simon Gagné                           | Scott Gomez                           | Mike York                             |
| 2000-2001 | Evgeni Nabokov                        | Ľubomír Višňovský                     | Colin White                           | Brad Richards                         | Martin Havlát                         | Shane Willis                          |
| 2001-2002 | Daniel Blackburn                      | Nick Boynton                          | Rostislav Klesla                      | Dany Heatley                          | Kristian Huselius                     | Ilia Kovaltchouk                      |
| 2002-2003 | Sébastien Caron                       | Jay Bouwmeester                       | Barret Jackman                        | Tyler Arnason                         | Rick Nash                             | Henrik Zetterberg                     |
| 2003-2004 | Andrew Raycroft                       | John-Michael Liles                    | Joni Pitkanen                         | Trent Hunter                          | Ryan Malone                           | Michael Ryder                         |
| 2004-2005 | Saison annulée en raison d'un lockout | Saison annulée en raison d'un lockout | Saison annulée en raison d'un lockout | Saison annulée en raison d'un lockout | Saison annulée en raison d'un lockout | Saison annulée en raison d'un lockout |
| 2005-2006 | Henrik Lundqvist                      | Andrej Meszároš                       | Dion Phaneuf                          | Brad Boyes                            | Sidney Crosby                         | Aleksandr Ovetchkine                  |
| 2006-2007 | Mike Smith                            | Matt Carle                            | Marc-Édouard Vlasic                   | Ievgueni Malkine                      | Jordan Staal                          | Paul Stastny                          |
| 2007-2008 | Carey Price                           | Tobias Enström                        | Tom Gilbert                           | Nicklas Bäckström                     | Jonathan Toews                        | Patrick Kane                          |
| 2008-2009 | Steve Mason                           | Drew Doughty                          | Luke Schenn                           | Bobby Ryan                            | Patrik Berglund                       | Kris Versteeg                         |
| 2009-2010 | Jimmy Howard                          | Michael Del Zotto                     | Tyler Myers                           | Nicklas Bergfors                      | Matt Duchene                          | John Tavares                          |
| 2010-2011 | Corey Crawford                        | John Carlson                          | Pernell Karl Subban                   | Logan Couture                         | Michael Grabner                       | Jeff Skinner                          |
| 2011-2012 | Jhonas Enroth                         | Justin Faulk                          | Jake Gardiner                         | Gabriel Landeskog                     | Adam Henrique                         | Ryan Nugent-Hopkins                   |
| 2012-2013 | Jake Allen                            | Justin Schultz                        | Jonas Brodin                          | Brandon Saad                          | Brendan Gallagher                     | Jonathan Huberdeau                    |
| 2013-2014 | Frederik Andersen                     | Hampus Lindholm                       | Torey Krug                            | Ondřej Palát                          | Nathan MacKinnon                      | Tyler Johnson                         |
| 2014-2015 | Jake Allen                            | Aaron Ekblad                          | John Klingberg                        | Filip Forsberg                        | Johnny Gaudreau                       | Mark Stone                            |
| 2015-2016 | John Gibson                           | Shayne Gostisbehere                   | Colton Parayko                        | Jack Eichel                           | Connor McDavid                        | Artemi Panarine                       |
| 2016-2017 | Matthew Murray                        | Brady Skjei                           | Zachary Werenski                      | Patrik Laine                          | Mitchell Marner                       | Auston Matthews                       |
| 2017-2018 | Juuse Saros                           | Will Butcher                          | Charlie McAvoy                        | Clayton Keller                        | Brock Boeser                          | Mathew Barzal                         |
| 2018-2019 | Jordan Binnington                     | Rasmus Dahlin                         | Miro Heiskanen                        | Elias Pettersson                      | Anthony Cirelli                       | Matthew Tkachuk                       |
| 2019-2020 | Elvis Merzļikins                      | Quinton Hughes                        | Cale Makar                            | Dominik Kubalík                       | Victor Olofsson                       | Nicholas Suzuki                       |
| 2020-2021 | Alexander Nedeljkovic                 | K'Andre Miller                        | Ty Smith                              | Kirill Kaprizov                       | Joshua Norris                         | Jason Robertson                       |
| 2021-2022 | Jeremy Swayman                        | Alexandre Carrier                     | Moritz Seider                         | Michael Bunting                       | Lucas Raymond                         | Trevor Zegras                         |
| 2022-2023 | Stuart Skinner                        | Owen Power                            | Jake Sanderson                        | Matthew Beniers                       | Wyatt Johnston                        | Matias Maccelli                       |
| 2023-2024 | Piotr Kotchetkov                      | Brock Faber                           | Luke Hughes                           | Connor Bedard                         | Logan Cooley                          | Marco Rossi                           |

## Équipe d'étoiles des entraîneurs
L'équipe d'étoiles des entraîneurs  existe, quant à elle, de 1931 à 1945.
| Saison    | 1re équipe       | 2e équipe          |
| --------- | ---------------- | ------------------ |
| 1930-1931 | Lester Patrick   | James Irvin        |
| 1931-1932 | Lester Patrick   | James Irvin        |
| 1932-1933 | Lester Patrick   | James Irvin        |
| 1933-1934 | Lester Patrick   | James Irvin        |
| 1934-1935 | Lester Patrick   | James Irvin        |
| 1935-1936 | Lester Patrick   | Thomas Gorman      |
| 1936-1937 | John Adams       | Cecil Hart         |
| 1937-1938 | Lester Patrick   | Arthur Ross        |
| 1938-1939 | Arthur Ross      | Norman Dutton      |
| 1939-1940 | Paul Thompson    | François Boucher   |
| 1940-1941 | Ralph Weiland    | James Irvin        |
| 1941-1942 | François Boucher | Paul Thompson      |
| 1942-1943 | John Adams       | Arthur Ross        |
| 1943-1944 | James Irvin      | Clarence Day       |
| 1944-1945 | James Irvin      | John Adams         |
| 1945-1946 | James Irvin      | Johannes Gottselig |